# Tonicina
Tonicina is een monotypisch geslacht van keverslakken uit de familie van de Ischnochitonidae.

## Soort
- Tonicina zschaui (Pfeffer in Martens & Pfeffer, 1886)